# Barktrapelia
Barktrapelia (Trapelia corticola) är en lavart som beskrevs av Coppins & P. James. Barktrapelia ingår i släktet Trapelia och familjen Trapeliaceae.  Arten är reproducerande i Sverige. Inga underarter finns listade i Catalogue of Life.